# Schilthorn
Schilthorn er en 2.970 meter høj bjergtop i den schweiziske del af Vestalperne. Schilthorn ligger ovenover byen Mürren.
Fra toppen er der en panoramisk udsigt, der spænder fra Titlis, Jungfrau, Mönch, Eiger, over Berneser Alperne og Jurabjergene, op til Vogeserne og helt til Schwarzwald. Alpernes højeste bjerg, Mont Blanc, er lige netop synligt herfra.
For at komme til Schilthorn fra Lauterbrunnental skal man tage svævebanen Schilthornbahn. Turen fra Stechelberg i bunden af dalen op til Schilthorn tager i alt 32 minutter. Der skiftes svævebanekabine tre gange undervejs inden man når op til toppen.

## På toppen
På toppen af Schilthorn ligger en drejerestaurant, kaldet Piz Gloria. Restauranten drejer 360 grader rundt på 55 minutter. Til restauranten var henlagt en væsentlig del af handlingen i James Bond-filmen On Her Majesty's Secret Service. Filmens producenter indgik aftale om at færdiggøre bygningen af restauranten mod at anvende den til filmen.

## I sportens tjeneste
I vinterhalvåret er Schilthorn startstedet for verdens længste down hill-skirace, "The Inferno", som første gang fandt sted i 1928.
Om sommeren er Schilthorn mål for "Inferno-Triathlon", hvor sidste etape er et løb op ad bjerget fra Lauterbrunnental.

## Billedgalleri
- Svævebanestationen Birg
- Schilthorn set fra Birg
- Drejerestauranten Piz Gloria på toppen af bjerget
- Schilthorns terrasse set inde fra Piz Gloria
- Vinterbillede af restauranten
- Skilt på toppen, der skal minde folk om at anvende de korrekte vandrersko